# Nikodémosz evangéliuma
A Nikodémus evangéliuma, Pilátus akták, Pilátus cselekedetei, olykor Jézus pokolraszállása  újszövetségi apokrif irat, amelyben Nikodémus és Pilátus elbeszélik Jézus szenvedéstörténetét. Ezután könyv elmeséli azt, amiről az Újszövetség nem beszél: mi történt Jézussal halála és feltámadása között. A mű szerint Jézus alvilágba szállása megszabadította az Ószövetség nagyjait, és a mennybe juttatta őket.
A könyv némelyek szerint csak az 5. században keletkezett, nyelve görög.

## Szövege
Pilátus cselekedetei. (Raffai Sándor fordítása) Theologiai Szaklap, 11. évfolyam, 1913.